# Paritat de poder adquisitiu

PIB PPP per capita del 2005

En l'economia, la paritat de poder adquisitiu (PPA) o paritat de poder de compra (PPC), sovint abreujat PPP per les sigles en anglès purchasing power parity, és un mètode utilitzat per a calcular una taxa alternativa de canvi de monedes de dos països. El PPP és un mesurament de quant pot comprar una moneda (en termes d'un índex, usualment el dòlar nord-americà), ja que els béns i serveis poden tenir diferents preus als dos països.
Les taxes de canvi segons el PPP són utilitzades en les comparacions internacionals de la qualitat de vida, usualment amb el Producte Intern Brut (PIB). El PIB d'un estat està lligat a la seva moneda local i, per tant, quan es fan comparacions, es converteix a una moneda internacional, com ara el dòlar o l'euro. Atès les diferències en preus i cost de vida entre dos estats, alguns economistes prefereixen l'ús del PPP, que està basat en els preus reals dels productes i no pas en les taxes de canvi de llurs respectives monedes.

## Explicació
La taxa de canvi (S) PPP entre dos països, el Regne Unit i els Estats Units es calcula basant-se en un producte (P):
S (PPP) = P$ / P£ ($/£) 
Si la taxa real de canvi (al mercat) és superior a S, d'acord amb el mesurament del PPP, la lliura esterlina (£) està sobrevalorada, i el dòlar nord-americà ($) està desvalorat. Per contra, si la taxa real de canvi (al mercat) és inferior a S, el dòlar nord-americà ($) està sobrevalorat i la lliura esterlina (£) desvalorada.
Per exemple:
Si la taxa de canvi S d'acord al PPP = 1,5/£
i la taxa de canvi S al mercat = 1,8/£
Això vol dir que 1 £ als Estats Units comprarien només 1,5$, però al mercat de monedes, es poden comprar 1,8$ (més $).